# Коуэлл, Саймон
Са́ймон Фи́ллип Ко́уэлл (англ. Simon Phillip Cowell, произносится Ка́уэл /ˈkaʊəl/; род. 7 октября 1959, Ламбет, Лондон) — британский телеведущий, продюсер, филантроп, деятель теле- и киноиндустрии, основатель, руководитель и совладелец фирмы Syco, в которую входят агентства по поиску новых исполнителей ,студия звукозаписи и телевизионная компания. Один из крупнейших представителей британского шоубизнеса. Наибольшую известность получил как судья спродюсированных им телевизионных шоу American Idol, Pop Idol, The X Factor UK и Britain’s Got Talent. В 2004-м и 2010-м годах журнал Time включил Саймона в список ста самых влиятельных людей мира. В 2010 году британский журнал New Statesman определил Коуэлла на 41-ю позицию в списке «50 самых значимых людей 2010 года» (англ. 50 People Who Matter 2010). По оценке издания Sunday Times, состояние Коуэлла в 2015 составило 325 млн. фунтов.
Саймон Коуэлл также известен как крупный участник британской благотворительной программы Together for Short Lives, жертвующей миллионы на помощь тяжело больным детям.

## Биография
Саймон Коуэлл родился 7 октября 1959 в Ламбете (Лондон), вырос в Элстри, графство Хартфордшир. Мать Саймона — Джулия Бретт (урождённая Джози Далглиш; 1925—2015) была балериной. Отец — Эрик Селиг Филипп Коуэлл-старший (1918—1999) работал агентом по сделкам с недвижимостью и музыкальным продюсером. Эрик происходил из еврейской семьи (его мать эмигрировала в Британию из Польши). У Саймона есть родной младший брат Николас, и три сводных брата — Джон, Тони, и Майкл, а также сводная сестра Джун.

### Профессиональная карьера
Саймон окончил Виндзорский технический колледж по специальности «социология», после чего сменил несколько мест работы, среди которых была съемочная площадка культового фильма Стэнли Кубрика «Сияние». Причиной частых увольнений становились конфликты с коллегами и начальством, и Саймон не мог построить карьеру до тех пор, пока его отец, работавший в компании EMI Music, не устроил его туда работать с почтой. На новом месте Саймон хорошо проявил себя, быстро получил повышение и обзавелся многочисленными связями.
В начале 1980-х Саймон ушёл из EMI, чтобы вместе со своим бывшим начальником основать звукозаписывающую компанию E & S Music, но вышел из дела в 1983 г. Затем он вместе с Иеном Бертоном основал Fanfare Records, первоначально занимаясь продажами обучающих видео для начинающих исполнителей и музыку из пьес, в том числе в исполнении итальянского оркестра Rondo Veneziano. Первым хитом в 1986 году стала песня «So Macho» популярной исполнительницы Синитты, ещё одним удачным шагом стало сотрудничество Коуэлла с трио Stock Aitken Waterman, выпустившим ряд хитов на протяжении 80-х. Однако ближе к концу 80-х дела компании пошли на спад, и в 1989-м Коуэлл едва не обанкротился.
После этого Саймон устроился в музыкальную компанию BMG агентом по поиску новых исполнителей. Перезапуск карьеры закончился полным успехом: благодаря Коуэллу было выпущено несколько крупных хитов, а настоящим прорывом стало сотрудничество с актёрским дуэтом Робсона Грина и Джерома Флинна в 95-м, когда они записали при участии Саймона песню «Unchained Melody», которую исполнили в популярном телесериале Soldier Soldier. Песня взлетела на первую строчку хит-парада Великобритании, оставаясь на вершине в течение семи недель, и стала самым продаваемым синглом 1995 года, а одноимённый альбом дуэта (названного Robson & Jerome) стал в том же году самым продаваемым альбомом. Прежде чем дуэт прекратил свою деятельность, был выпущен ещё один альбом и два сингла, а всего Коуэлл продал 7 млн альбомов этой группы и 5 млн синглов, став миллионером и крупной величиной в британском шоу-бизнесе. Следующими его творениями стали популярные группы Five, Westlife, а также известное детское шоу «Телепузики».

### «Идол» и Il Divo
Коуэлл стал судьей первого сезона «Поп-идола» в 2001 г. и первого сезона «Американского идола» в 2002 году. Большинство зрителей «Американского идола» лучше всего знают Саймона по его резкой критике участников. Он закрепил за собой статус человека, который способен разбить любой талант. Другие судьи, Райан Сикрест, Пола Абдул и Рэнди Джексон, нередко прерывали его на полуслове, считая его выпады некорректными. Благодаря своей репутации жёсткого критика Коуэлл стал ассоциироваться с такими телевизионными персонами, как судья Джуди из американской программы Judge Judy и Энн Джозефина Робинсон из телевизионной игры The Weakest Link. По поводу сравнения с Энн Робинсон телеведущий сказал, что испытывает неприязнь к ней, и прокомментировал это так: «Я ненавижу её, я ненавижу её шоу, потому что всё это сплошное притворство».
Известная фраза Коуэлла «Я не хочу быть грубым, но…» ушла в народ; именно с неё он начинал обсуждать таланты участников «Американского идола». Бытует мнение, что многие из острот Коуэлла были результатом его работы с публицистом Максом Клиффордом. Также Саймон участвовал в программе «Мировой идол» в 2003 г., в слёте всех стран, где проходили шоу того же формата, и обнаружил, что в каждой версии «Американского идола» были предприняты попытки найти кого-то, кто был бы похож на него, своеобразного местного «Саймона Коуэлла».
Был спародирован в 2004 году в мультфильме «Шрек 2».
В 2003 году Коуэлл попал на канал Channel 4, где занял 33-е место в рейтинге «100 самых ужасных британцев». Лейбл S Records заключил два контракта с финалистами первого сезона «Поп-идола», Уиллом Янгом и Гаретом Гейтсом, каждый из них занимал верхние строчки чартов со своими хитами. В 2004 г. Коуэлл создал оперную поп-группу Il Divo, в состав которой вошли 3 оперных исполнителя и один поп-певец разных национальностей. Группа завоевала мировой успех. Вдохновленный популярностью Il Divo, Саймон решил создать детскую версию группы, Angelis, устроив состязания между похожими по формату группами в Рождество 2006 г.

### The X Factor
В 2004 году Коуэлл вместе с Шэрон Осборн и Луисом Уолшем стал судьей первого сезона британского шоу талантов The X Factor, которое он создал сам благодаря компании Syco. Шоу стало очень популярным и после третьего сезона было продлено. Коуэлл стал десятым в списке самых ужасающих знаменитостей журнала Radio Times (согласно опросу 3 000 человек).
Победительница третьего сезона The X Factor Леона Льюис подписала контракт с лейблом Коуэлла Syco и стала мировой звездой, синглы и альбомы которой занимали первые места в чартах продаж по всему миру.
18 августа 2007 года Коуэлл вместе с Осборн, Уолшем и новым судьёй Данни Миноуг вернулся на четвёртый сезон The X Factor. На некоторое время место Уолша занял Брайан Фридман, который уже был судьёй на Grease Is the Word, однако Коуэлл и Осборн поняли, что без Уолша между судьями исчезли взрывные взаимодействия, накаляющие атмосферу шоу, поэтому Уолш был приглашён обратно.
В 2010 году Саймон создал группу One Direction, которая заняла третье место в седьмом сезоне The X Factor UK.
Также в 2011 году Коуэлл создал американский The X Factor; в первом сезоне совместно с Коуэллом судьями были Пола Абдул, Шерил Коул и Эл Эй Рейд. Но через несколько недель Коул покинула шоу, и её заменила Николь Шерзингер. В 2012 году стартовал второй сезон американского The X Factor. Состав судей был таков: Эл Эй Рейд, Бритни Спирс, Деми Ловато и сам Коуэлл. На втором сезоне американского «X-фактора» Коуэлл создал девичью группу Fifth Harmony. Эту группу называют «One Direction в юбках», что обусловлено сходством двух групп. Пять участников, обе группы заняли третье место, и ещё много похожих моментов. В марте 2013 года стартовал третий сезон. Судьями стали Саймон Коуэлл, Деми Ловато, мексиканская певица Паулина Рубио и бывшая судья шоу The X Factor UK Келли Роуленд. После этого сезона американский The X Factor был закрыт.
В октябре 2013 года было объявлено, что Коуэлл возможно вернется в британскую версию The X Factor как замена Гэри Барлоу, и 7 февраля 2014 года это было подтверждено официально. Он присоединился к судьям Луису Уолшу, Шерил Коул и новой судье, бывшей участнице группы Spice Girls Мелани Браун, которая заменила Николь Шерзингер. В марте 2015 года было объявлено, что Коуэлл вернется в двенадцатом сезоне The X Factor UK, вместе с Шерил Коул и новыми судьями Ритой Ора и Ником Гримшоу.